# Auto Club 400 2019
2019 års Auto Club 400 hölls den 17 mars 2019 på Auto Club Speedway i Fontana i Kalifornien i USA. Tävlingen pågick över 200 varv på den 2 engelska mil (3,2 km) långa ovalbanan. Detta loppet var det femte i ordningen, i Monster Energy Nascar Cup Series 2019.
Kyle Busch vann loppet.

## Tävlingen

### Resultat
Segment ett
Varv: 60
| Position                        | Bilnummer | Förare            | Lag                      | Utvecklare | Poäng |
| ------------------------------- | --------- | ----------------- | ------------------------ | ---------- | ----- |
| 1                               | 18        | Kyle Busch        | Joe Gibbs Racing         | Toyota     | 10    |
| 2                               | 22        | Joey Logano       | Team Penske              | Ford       | 9     |
| 3                               | 11        | Denny Hamlin      | Joe Gibbs Racing         | Toyota     | 8     |
| 4                               | 4         | Kevin Harvick     | Stewart-Haas Racing      | Ford       | 7     |
| 5                               | 10        | Aric Almirola     | Stewart-Haas Racing      | Ford       | 6     |
| 6                               | 20        | Erik Jones        | Joe Gibbs Racing         | Toyota     | 5     |
| 7                               | 41        | Daniel Suárez     | Stewart-Haas Racing      | Ford       | 4     |
| 8                               | 48        | Jimmie Johnson    | Hendrick Motorsports     | Chevrolet  | 3     |
| 9                               | 12        | Ryan Blaney       | Team Penske              | Ford       | 2     |
| 10                              | 8         | Daniel Hemric (R) | Richard Childress Racing | Chevrolet  | 1     |
| Officiella segment ett-resultat |           |                   |                          |            |       |

Segment två
Varv: 60
| Position                        | Bilnummer | Förare          | Lag                  | Utvecklare | Poäng |
| ------------------------------- | --------- | --------------- | -------------------- | ---------- | ----- |
| 1                               | 18        | Kyle Busch      | Joe Gibbs Racing     | Toyota     | 10    |
| 2                               | 2         | Brad Keselowski | Team Penske          | Ford       | 9     |
| 3                               | 12        | Ryan Blaney     | Team Penske          | Ford       | 8     |
| 4                               | 22        | Joey Logano     | Team Penske          | Ford       | 7     |
| 5                               | 10        | Aric Almirola   | Stewart-Haas Racing  | Ford       | 6     |
| 6                               | 4         | Kevin Harvick   | Stewart-Haas Racing  | Ford       | 5     |
| 7                               | 20        | Erik Jones      | Joe Gibbs Racing     | Toyota     | 4     |
| 8                               | 1         | Kurt Busch      | Chip Ganassi Racing  | Chevrolet  | 3     |
| 9                               | 11        | Denny Hamlin    | Joe Gibbs Racing     | Toyota     | 2     |
| 10                              | 9         | Chase Elliott   | Hendrick Motorsports | Chevrolet  | 1     |
| Officiella segment två-resultat |           |                 |                      |            |       |

### Slutgiltiga resultat
Segment tre
Varv: 80
| Position                    | Grid | Bilnummer | Förare               | Lag                       | Utvecklare | Varv | Poäng |
| --------------------------- | ---- | --------- | -------------------- | ------------------------- | ---------- | ---- | ----- |
| 1                           | 4    | 18        | Kyle Busch           | Joe Gibbs Racing          | Toyota     | 200  | 60    |
| 2                           | 5    | 22        | Joey Logano          | Team Penske               | Ford       | 200  | 51    |
| 3                           | 13   | 2         | Brad Keselowski      | Team Penske               | Ford       | 200  | 43    |
| 4                           | 2    | 4         | Kevin Harvick        | Stewart-Haas Racing       | Ford       | 200  | 45    |
| 5                           | 10   | 12        | Ryan Blaney          | Team Penske               | Ford       | 200  | 42    |
| 6                           | 21   | 1         | Kurt Busch           | Chip Ganassi Racing       | Chevrolet  | 200  | 34    |
| 7                           | 6    | 11        | Denny Hamlin         | Joe Gibbs Racing          | Toyota     | 200  | 40    |
| 8                           | 27   | 19        | Martin Truex Jr.     | Joe Gibbs Racing          | Toyota     | 200  | 29    |
| 9                           | 3    | 10        | Aric Almirola        | Stewart-Haas Racing       | Ford       | 200  | 40    |
| 10                          | 1    | 3         | Austin Dillon        | Richard Childress Racing  | Chevrolet  | 200  | 27    |
| 11                          | 8    | 9         | Chase Elliott        | Hendrick Motorsports      | Chevrolet  | 200  | 27    |
| 12                          | 15   | 42        | Kyle Larson          | Chip Ganassi Racing       | Chevrolet  | 200  | 25    |
| 13                          | 20   | 41        | Daniel Suárez        | Stewart-Haas Racing       | Ford       | 200  | 28    |
| 14                          | 12   | 17        | Ricky Stenhouse Jr.  | Roush Fenway Racing       | Ford       | 200  | 23    |
| 15                          | 22   | 24        | William Byron        | Hendrick Motorsports      | Chevrolet  | 200  | 22    |
| 16                          | 14   | 37        | Chris Buescher       | JTG Daugherty Racing      | Chevrolet  | 200  | 21    |
| 17                          | 11   | 48        | Jimmie Johnson       | Hendrick Motorsports      | Chevrolet  | 200  | 23    |
| 18                          | 24   | 95        | Matt DiBenedetto     | Leavine Family Racing     | Toyota     | 200  | 19    |
| 19                          | 18   | 20        | Erik Jones           | Joe Gibbs Racing          | Toyota     | 200  | 27    |
| 20                          | 25   | 21        | Paul Menard          | Wood Brothers Racing      | Ford       | 200  | 17    |
| 21                          | 23   | 88        | Alex Bowman          | Hendrick Motorsports      | Chevrolet  | 200  | 16    |
| 22                          | 7    | 6         | Ryan Newman          | Roush Fenway Racing       | Ford       | 199  | 15    |
| 23                          | 26   | 47        | Ryan Preece (R)      | JTG Daugherty Racing      | Chevrolet  | 199  | 14    |
| 24                          | 29   | 34        | Michael McDowell     | Front Row Motorsports     | Ford       | 198  | 13    |
| 25                          | 19   | 38        | David Ragan          | Front Row Motorsports     | Ford       | 198  | 12    |
| 26                          | 32   | 36        | Matt Tifft (R)       | Front Row Motorsports     | Ford       | 197  | 11    |
| 27                          | 16   | 13        | Ty Dillon            | Germain Racing            | Chevrolet  | 197  | 10    |
| 28                          | 31   | 15        | Ross Chastain (i)    | Premium Motorsports       | Chevrolet  | 195  | 0     |
| 29                          | 33   | 00        | Landon Cassill       | StarCom Racing            | Chevrolet  | 195  | 8     |
| 30                          | 28   | 43        | Darrell Wallace Jr.  | Richard Petty Motorsports | Chevrolet  | 194  | 7     |
| 31                          | 30   | 32        | Corey LaJoie         | Go Fas Racing             | Ford       | 193  | 6     |
| 32                          | 34   | 51        | Cody Ware            | Rick Ware Racing          | Chevrolet  | 192  | 5     |
| 33                          | 17   | 8         | Daniel Hemric (R)    | Richard Childress Racing  | Chevrolet  | 192  | 5     |
| 34                          | 35   | 27        | Reed Sorenson        | Premium Motorsports       | Chevrolet  | 192  | 3     |
| 35                          | 38   | 66        | Joey Gase (i)        | MBM Motorsports           | Toyota     | 188  | 0     |
| 36                          | 37   | 77        | Garrett Smithley (i) | Spire Motorsports         | Chevrolet  | 188  | 0     |
| 37                          | 36   | 52        | B. J. McLeod (i)     | Rick Ware Racing          | Ford       | 172  | 0     |
| 38                          | 9    | 14        | Clint Bowyer         | Stewart-Haas Racing       | Ford       | 130  | 1     |
| Officiella tävlingsresultat |      |           |                      |                           |            |      |       |

### Tävlingsstatistik
- Ändring av ledare: 18 gånger
- Varningar/Varv: 4 för 22
- Tävlingens längd: 2 timmar, 47 minuter och 42 sekunder
- Genomsnittlig hastighet: 143.113 mph (230.318 km/h)